# 陸地衛星計畫

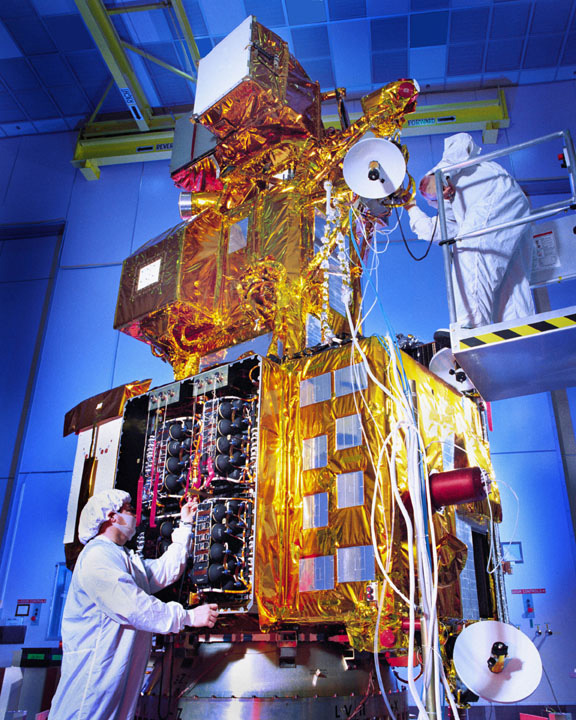
陸地衛星7號，1999年啟動的陸地衛星。

陸地衛星計畫（英語：Landsat Program），是運行時間最長的地球觀測计划。1972年7月23日，地球資源衛星（Earth Resources Technology Satellite）發射，後來此衛星被改稱為陸地衛星(LANDSAT)，最新的陸地衛星是2021年9月27日發射的陸地衛星9號(LANDSAT 9)。
陸地衛星上所裝備的儀器已獲得數以百萬計的珍貴圖像，這些圖像獲儲存在美國和全球各地的接收站中，這一獨特資源用於全球變化的相關研究，並應用在農業、製圖、林業、區域規劃、監控和教育等領域中。陸地衛星7號擁有7個光譜波段，空間分辨率為15至60公尺不等；時間分辨率為16天。

## 歷史
此計畫1969年在休斯聖塔芭芭拉研究中心（Hughes Santa Barbara Research Center）啟動，該中心並率先進行設計和製造3架多光譜掃描儀；同一年，人類登月。9個月後，也就是1970年秋天，該多光譜掃描儀的原型機完成，並在測試中成功對美國優勝美地國家公園的著名景點「半圓頂」進行掃描。
該計畫在1966年發起時被稱為「地球資源衛星計畫（Earth Resources Technology Satellites Program）」，後來於1975年更名為「陸地衛星計畫（Landsat）」。1979年，美國總統吉米·卡特簽署54號總統令，將此計畫從美國國家航空航天局（NASA）移轉到美國國家海洋和大氣管理局（NOAA），建議發展成長期的衛星計畫，在陸地衛星3號之後追加4顆衛星；並建議成立民營的陸地衛星公司。後來在1985年，地球觀測衛星公司（EOSAT）成立，該公司為美國國家海洋和大氣管理局挑選休斯飛機公司和RCA公司合作成立，雙方簽下10年合約。地球觀測衛星公司負責經營陸地衛星4號和5號，擁有陸地衛星數據的獨家代理權，之後並建造陸地衛星6號和7號。

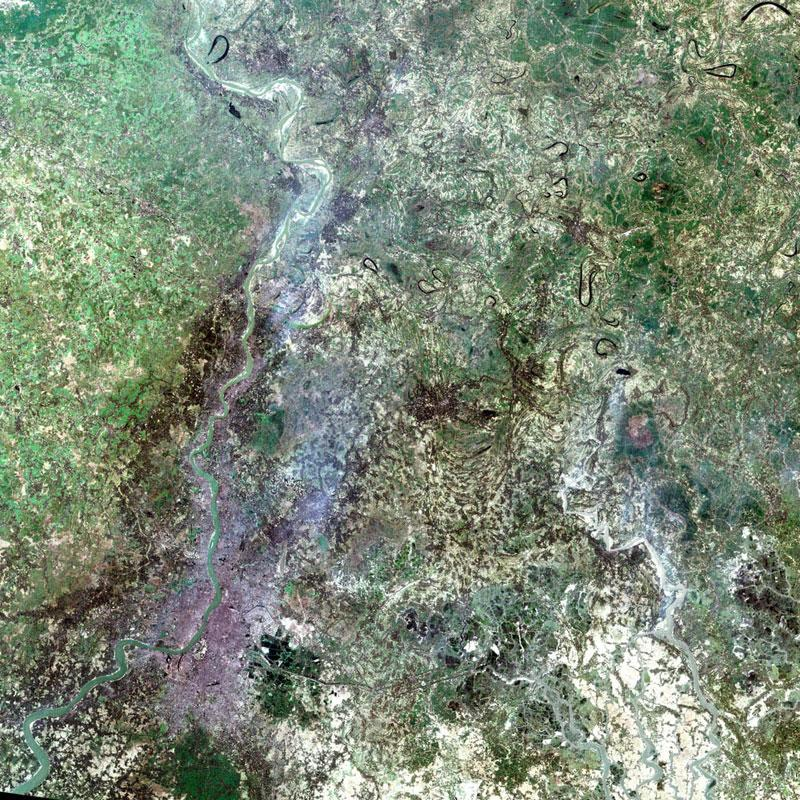
陸地衛星7號所拍攝的加爾各答彩色模擬圖。

1989年，此計畫轉移尚未完全成功，造成美國國家海洋和大氣管理局經費不足（美國國家海洋和大氣管理局未要求任何資金，美國國會只編列了6個會計年度） ，因而導致陸地衛星4號和5號計畫關閉。當時的副總統丹·奎尔剛接掌新成立的國家太空委員會，注意到此一情況，立刻安排應急資金，讓此計畫繼續進行，該計畫所獲得的數據也得以保存。
1990年和1991年，類似情況再度發生，美國國會只編列一年半的經費，要求所有使用陸地衛星數據的機構提供資金。1992年，在多方努力之後，該計畫的資金足以使之繼續維持，但在該年底，地球觀測衛星公司停止處理陸地衛星數據。1993年10月5日，陸地衛星6號推出，但發射失敗；1994年地球觀測衛星公司恢復陸地衛星4號和5號的數據處理；1999年4月15日，陸地衛星7號終於推出。
1992年10月，美國國會確定了陸地衛星計畫的價值，它通過了土地遙測政策法案（公共法102-555），將陸地衛星7號的數字數據和圖像予以授權，並對用戶保證其持續可用性和最低成本。

## 衛星年表
- 陸地衛星1號：（原名地球資源衛星1號）：1972年7月23日發射；1978年1月6日終止操作。
- 陸地衛星2號（英语：Landsat 2）：1975年1月22日發射；1981年1月22日終止。
- 陸地衛星3號（英语：Landsat 3）：1978年3月5日發射；1983年3月31日終止。
- 陸地衛星4號：1982年7月16日發射，1993年終止。
- 陸地衛星5號（英语：Landsat 5）：1984年3月1日發射，至今仍然發揮作用[7][8]，但在2011年11月發生故障[9]。2012年12月26日，美國地質調查局公布陸地陸地衛星5號（英语：Landsat 5）將退役[10]。
- 陸地衛星6號（英语：Landsat 6）：1993年10月5日發射，未能進入軌道。
- 陸地衛星7號（英语：Landsat 7）：1999年4月15日發射，至今仍能正常作業，但掃描路線校正器有缺陷（2003年5月發現）[11]。
- 陸地衛星8號（英语：Landsat 8）：陸地衛星數據連續性任務（LDCM）於2013年2月11日推出[12]；2013年5月30日該任務上呈美國地質調查局更名為陸地衛星8號（英语：Landsat 8）計畫[13]。
- 陸地衛星9號（英语：Landsat 9）: 2021年9月27日在加州范登堡太空基地发射，运载火箭是宇宙神5型运载火箭[14]。

## 未來

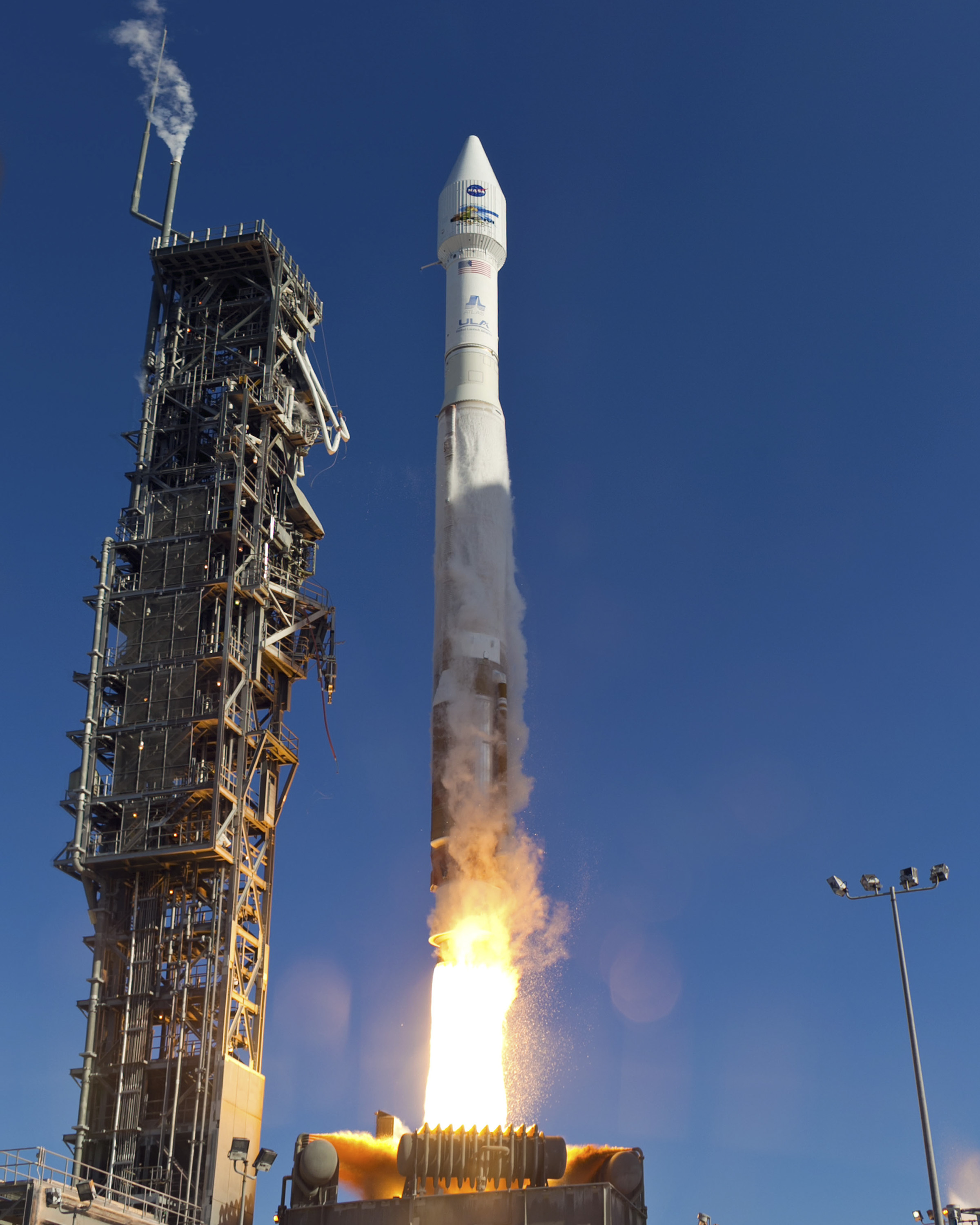
陸地衛星8號搭載在擎天神五號運載火箭401型上前往太空。

陸地衛星8號於2013年2月11日發射，為此計畫最新的衛星。它在范登堡空軍基地搭載擎天神五號運載火箭401型發射成功。將持續提供寶貴的地球數據和圖像，用於農業、教育、商業、科學和政府領域。這顆新衛星由軌道科學公司在美國亞利桑那州組裝。

## 外部連結
- Landsat homepage
- Landsat NASA homepage （页面存档备份，存于）
- Landsat.org Home Page
- Landsat的作品  - 古騰堡計劃
- (Free) Landsat imagery from GLOVIS （页面存档备份，存于） and Global Land Cover Facility
- Atlogis Maps and Atlogis Meta-Maps （页面存档备份，存于）: Online-Viewer for Landsat 5 and Landsat 7 Natural Color Mosaic from Atlogis （页面存档备份，存于）. Meta-Maps （页面存档备份，存于） includes Google, MSN and Yahoo Maps.
- (Free) Landsat mosaic imagery from the WELD project.
- Landsat imagery for circa 1975, 1990 and 2000 visualised in Google Earth (required GE installed)